# Веселка Адріана
Веселка Адріана (Phallus hadriani) — вид базидіомікотових грибів родини веселкових (Phallaceae).

## Назва
Вид названо на честь нідерландського лікаря Адріана Юніуса, який у 1564 році вперше використав назву Phallus для позначення грибів родини веселкових у своїй брошурі «Phalli, ex fungorum genere, in Hollandiae».

## Поширення
Вид поширений в Європі, Азії (Туреччина, Китай, Японія) та Північній Америці. Виявлений в Австралії, але туди, ймовірно, був завезений з Європі разом з трісками, які використовуються у садівництві. В Україні трапляється зрідка у степовій зоні.

## Опис

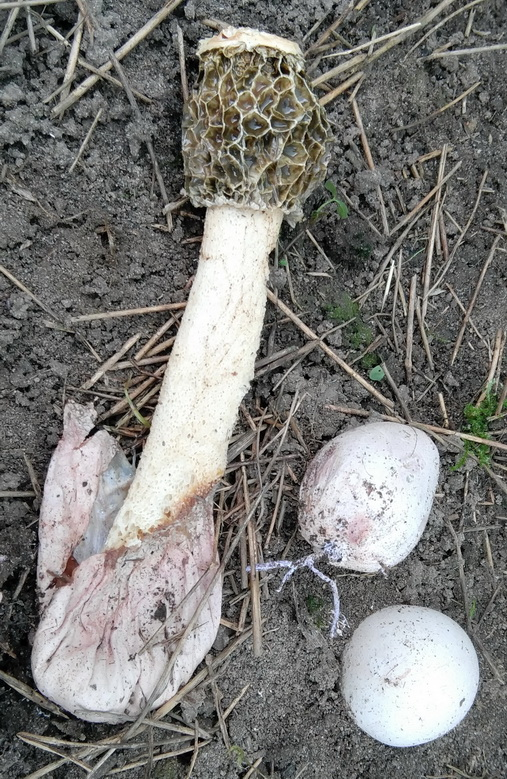

Плодове тіло спочатку яйцеподібне, діаметром 4-6 см, більша частина схована у землі. Згодом утворюється шапинка та ніжка шапки. Шапинка дзвоникоподібної форми заввишки 2,5 см, з комірчастою поверхнею, вкрита слизистою, оливковою глебою. Ніжка заввишки 10-20 см, циліндрична, діаметром 2-4 см, біля основи потовщена, порожниста з губчастими стінками, білого кольору. Спори еліптичні, гладкі, розміром 2-3,5 х 1,5-2,5 мкм.
М'якоть на стадії яйця спочатку желатиноподібна, з запахом сирості. На стадії шапки з ніжкою, має сильний неприємний дріжджовий запах, який приваблює мух та інших комах, які допомагають розповсюджувати спори гриба.

## Середовище
Росте з травня до кінця жовтня у степу, в садах та парках. Живе в симбіозі з ксерофільними травами. Сапрортроф, тобто отримує поживні речовини шляхом розкладання органічної речовини.

## Використання
Їстівний гриб. У стадії яйця можна споживати сирим, в стадії шапки та ніжки — лише після відварювання. Має лікарські властивості як і веселка звичайна, проте окремих досліджень для веселки Адріана не проводилось через її рідкісність.